# پوشتولیم
پوشتولیم (به لاتین: Pushtulim) یک منطقهٔ مسکونی در روسیه است که در سرزمین آلتای واقع شده‌است.